# IEEE-488
IEEE 488 (англ. Standard Digital Interface for Programmable Instrumentation) — спецификация международного стандарта, описывающая интерфейс подключения к шине цифровых измерительных приборов.
Разработана компанией Hewlett-Packard (HP) в конце 1960-х годов для использования в автоматизированном измерительном оборудовании под названием HP-IB (Hewlett-Packard Interface Bus с англ. — «интерфейсная шина Hewlett-Packard»). В 1975 году стандартизована американским Институтом инженеров электротехники и электроники (IEEE) как IEEE 488 и по сей день применяется в данном качестве. Известна также и под другими названиями — в частности, GPIB (General Purpose Interface Bus с англ. — «интерфейсная шина общего назначения») и как стандарт Международной электротехнической комиссии (IEC) IEC 60625 (сокр. IEC 625), а в аналогичном советском стандарте ГОСТ 26.003—80 «Система интерфейса для измерительных устройств с байт-последовательным, бит-параллельным обменом информацией» носит название «многопроводной магистральный канал общего пользования».

## Характеристики
Каждое устройство на шине имеет уникальный пятибитный первичный адрес в диапазоне от 0 до 30 (таким образом, максимально возможное количество устройств — 31). Адреса устройств не обязаны быть непрерывными, но во избежание конфликтов обязаны быть различными. Стандарт позволяет подключить до 15 устройств к одной двадцатиметровой физической шине, используя для наращивания соединители цепочечного типа.
Активные расширители позволяют удлинить шину и использовать вплоть до 31 теоретически возможного на логической шине устройства.
Определено три различных типа устройств, которые могут быть подключены к шине: «listener» (слушатель), «talker» (спикер) и/или контроллер (точнее, устройства могут находиться в состоянии «listener» либо «talker», либо быть типа «контроллер»). Устройство в состоянии «listener» считывает сообщения с шины; устройство в состоянии «talker» посылает сообщения на шину. В каждый конкретный момент времени в состоянии «talker» может быть одно и только одно устройство, в то время как в состоянии «listener» может быть произвольное количество устройств. Контроллер выполняет функции арбитра и определяет, какие из устройств в данный момент находятся в состоянии «talker» и «listener». К шине может быть одновременно подключено несколько контроллеров. В этом случае один из контроллеров (как правило, расположенный на интерфейсной карте GPIB) является ответственным контроллером (Controller-in-Charge, CIC) и делегирует по мере надобности свои функции другим контроллерам.
Элемент управления и функции передачи данных логически отдельные; диспетчер может обратиться к одному устройству как «болтуну» (англ. talker) и к одному или более устройствам как к «слушателям» (англ. listeners) без необходимости участвовать в передаче данных. Это даёт возможность совместно использовать одну и ту же шину для множества контроллеров. В любое данное время только одно шинное устройство может быть активно как ответственный контроллер.
Данные передаются по шине во время трёхфазной процедуры установления соединения готовность/доступность/приём, логике в которой самое медленное участвующее устройство определяет скорость транзакции. Максимальная скорость передачи данных составляла 1 МБ/с в оригинальном издании стандарта и была увеличена до 8 МБ/с в расширениях стандарта.
Электрически IEEE 488 — восьмибитная параллельная шина, содержащая шестнадцать сигнальных линий (восемь двусторонних используются для передачи данных, три — для установки соединения, пять — для управления шиной) плюс восемь — обратные провода для земли.
Все сигнальные линии используют отрицательную логику: наибольшее положительное напряжение интерпретируется как логический «0», а наибольшее отрицательное — как логическая «1». Линии данных (DIO) пронумерованы от 1 до 8, а линии данных (ЛД) в ГОСТе — от 0 до 7.
Пять линий управления интерфейсом сообщают устройствам, присоединённым к шине, какие действия предпринимать, в каком режиме находиться и как реагировать на команды GPIB.

## Команды
Команды GPIB всегда передаются с использованием классического протокола IEEE 488.1. Стандарт задаёт формат команд, посылаемых инструментам, и формат и кодировку откликов. Команды, как правило, являются аббревиатурами соответствующих слов английского языка. Команды-запросы снабжаются на конце вопросительным знаком. Все обязательные команды предваряются звёздочкой (*). Стандарт определяет минимальный набор возможностей, которыми должен обладать каждый инструмент, а именно: принимать и передавать данные, посылать запрос на обслуживание и реагировать на сигнал «Очистить интерфейс». Все команды и большинство данных используют 7-битный код ASCII, в котором 8-й бит не используется или используется как бит чётности.
Для получения информации от устройств, подключённых к шине, и переконфигурации шины контроллер посылает команды пяти классов: «Uniline» («однобитная»), «Universal Multiline» («многобитная общего назначения»), «Address Multiline» («многобитная адресная»), «Talk Address Group Multiline» («многобитная групповая адресная передающая») и «Listen Address Group Multiline» («многобитная групповая адресная приёмная»).

### Управляющие последовательности IEEE 488.2
| Описание                                                             | Управляющая последовательность | Требования IEEE 488.2 |
| -------------------------------------------------------------------- | ------------------------------ | --------------------- |
| Посылка команда ATN- истинно                                         | Send Command                   | Обязательно           |
| Установка адреса для посылки данных                                  | Send Setup                     | Обязательно           |
| Посылка команд ATN-ложно                                             | Send Data Bytes                | Обязательно           |
| Посылка программного сообщения                                       | Send                           | Обязательно           |
| Установка адреса для получения данных                                | Receive Setup                  | Обязательно           |
| Получение данных ATN-ложно                                           | Receive Response Message       | Обязательно           |
| Получение сообщения ответа                                           | Receive                        | Обязательно           |
| Активизация линии IFC                                                | Send IFC                       | Обязательно           |
| Очистка приборов                                                     | Device Clear                   | Обязательно           |
| Установка приборов в автономное состояние                            | Enable Local Controls          | Обязательно           |
| Установка приборов в состояние удалённого управления                 | Enable Remote                  | Обязательно           |
| Установка приборов в режим удалённого управления в состоянии локаута | Set RWLS                       | Обязательно           |
| Установка приборов в автономное состояние в состоянии локаута        | Send LLO                       | Обязательно           |
| Чтение байта статуса 488.1                                           | Read Status Byte               | Обязательно           |
| Посылка сообщения выполнения триггера группе (GET)                   | Trigger                        | Обязательно           |
| Передача управления другому прибору                                  | Pass Control                   | Обязательно           |
| Параллельный опрос                                                   | Perform Parallel Poll          |                       |
| Конфигурация приборов для параллельного опроса                       | Parallel Poll Configure        |                       |
| Отмена возможности параллельного опроса                              | Parallel Poll Unconfigure      |                       |

Вторым компонентом системы команд является стандарт SCPI (Standard Commands for Programming Instruments с англ. — «стандартные команды программируемого инструмента»), принятый в 1990 году. SCPI определяет стандартные правила сокращения ключевых слов, используемых в качестве команд. Ключевые слова могут быть использованы либо в длинной (например, MEASure — «измерить»), либо в короткой прописной форме (MEAS). Команды в формате SCPI предваряются двоеточием (:). Аргументы команд разделяются запятой (,).
Стандарт SCPI оперирует с моделью программируемого инструмента. Функциональные компоненты модели включают систему измерений (подсистемы «вход», «датчик» и «калькулятор»), систему генерации сигналов (подсистемы «калькулятор», «источник» и «выход») и подсистемы «формат», «показ», «память» и «триггер». Естественно, что у некоторых инструментов отсутствуют некоторые системы либо подсистемы. Например, осциллограф не имеет системы генерации сигналов, а программируемый генератор цифровых последовательностей — системы измерений.
Команды для работы с компонентами систем и подсистем имеют иерархический вид и состоят из подкоманд, разделённых двоеточиями.
Пример команды, конфигурирующей цифровой мультиметр для измерения переменного напряжения величиной до 20 В с точностью 1 мВ и одновременно запрашивающей результат измерения:

 :MEASure:VOLTage:AC?20,0.001
- Двоеточие обозначает начало новой команды.
- Ключевые слова MEASure:VOLTage:AC сообщают мультиметру, что требуется произвести измерение переменного напряжения.
- Вопросительный знак сообщает мультиметру, что результат измерения должен быть возвращён компьютеру либо контроллеру.
- Числа 20 и 0.001, разделённые запятой, задают диапазон и точность измерения.

### Протоколы контроллера 488.2
Протоколы объединяют наборы управляющих последовательностей, с тем, чтобы выполнить полную измерительную операцию. Определено 2 обязательных и 6 опциональных протоколов. Протокол RESET обеспечивает инициализацию всех приборов. Протокол ALLSPOLL опрашивает каждый прибор последовательно и возвращает байт статуса каждого прибора. Протоколы PASSCTL и REQUESTCTL обеспечивают передачу управления шиной разным приборам. Протокол TESTSYS реализует функцию самотестирования каждого прибора.
Протоколы FINDLSTN и FINDRQS поддерживают управление системой GPIB. При этом используются возможности, заложенные в стандарте 488.1. Контроллер выполняет протокол FINDLSTN, генерируя адрес Слушателя и проверяя наличие прибора на шине по состоянию линии NDAC. Протокол FINDLSTN возвращает список «Слушателей», и выполнение этого протокола до начала работы прикладной программы гарантирует правильность текущей конфигурации системы. Для работы протокола FINDRQS используется возможность проверки линии SRQ. Входной список устройств можно ранжировать по приоритетам. Тем самым обеспечивается обслуживание наиболее ответственных приборов в первую очередь.
| Ключевое слово | Название                          | Требования                      |
| -------------- | --------------------------------- | ------------------------------- |
| RESET          | Установка системы                 | Обязательно                     |
| ALLSPOLL       | Последовательный опрос приборов   | Обязательно                     |
| FINDRQS        | Поиск прибора, требующего FINDRQS | Опционально                     |
| PASSCTL        | Передача управления               | Опционально                     |
| REQUESTCTL     | Запрос управления                 | Опционально                     |
| FIDLSTN        | Поиск слушателей                  | Опционально                     |
| TESTSYS        | Автотест системы                  | Опционально                     |
| SETADD         | Установка адреса                  | Опционально, но требует FIDLSTN |

## Разъёмы

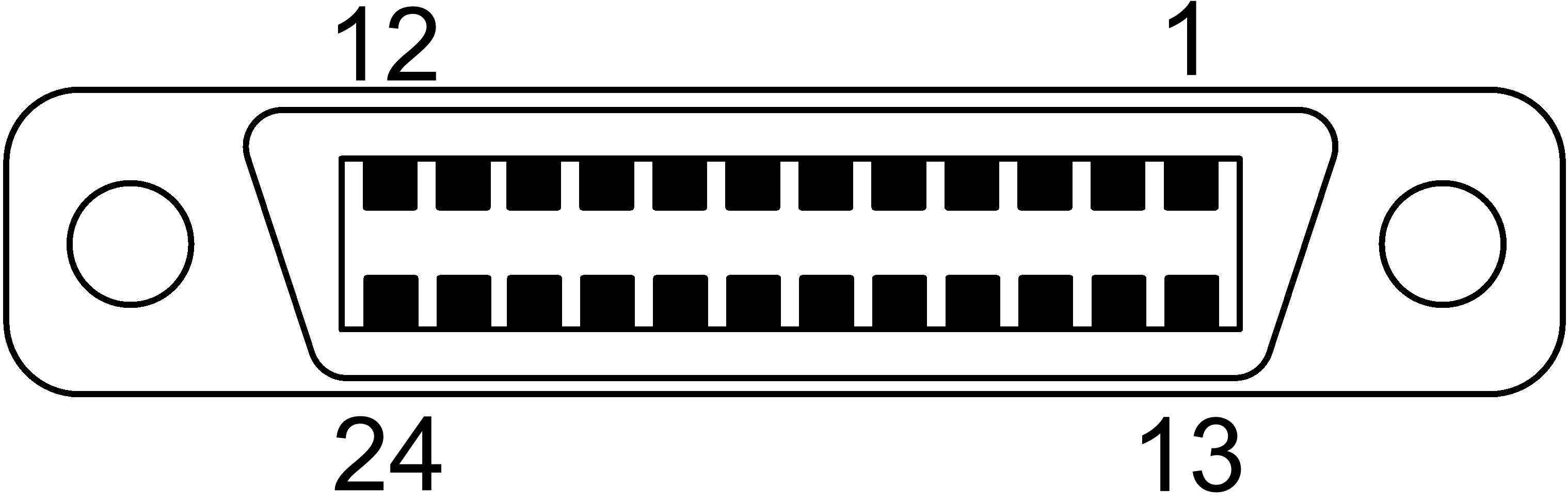
Гнездо разъёма IEEE 488

| № контакта | Наименование по IEEE     | Наименование по IEEE | Наименование по ГОСТу                       | Наименование по ГОСТу | Назначение |
| ---------- | ------------------------ | -------------------- | ------------------------------------------- | --------------------- | --- |
| 1          | Data input/output bit.   | DIO1                 | Линия данных 0                              | ЛД0                   | Провод в КОП системы интерфейса, применяемый для передачи информации между соединёнными устройствами. |
| 2          | Data input/output bit.   | DIO2                 | Линия данных 1                              | ЛД1                   | Провод в КОП системы интерфейса, применяемый для передачи информации между соединёнными устройствами. |
| 3          | Data input/output bit.   | DIO3                 | Линия данных 2                              | ЛД2                   | Провод в КОП системы интерфейса, применяемый для передачи информации между соединёнными устройствами. |
| 4          | Data input/output bit.   | DIO4                 | Линия данных 3                              | ЛД3                   | Провод в КОП системы интерфейса, применяемый для передачи информации между соединёнными устройствами. |
| 5          | End-or-identify.         | EOI                  | Линия «конец передачи»                      | КП                    | Используется «talker» для идентификации конца сообщения. Контроллер выставляет этот сигнал для инициации параллельного опроса подключённых к шине устройств. |
| 6          | Data valid.              | DAV                  | Линия «сопровождение данных»                | СД                    | Используется устройством типа «talker» для оповещения устройств типа «listener» о том, что информация, подготовленная «talker», выставлена на линиях данных и достоверна. |
| 7          | Not ready for data.      | NRFD                 | Линия «готов к приёму»                      | ГП                    | Используется устройствами типа «listener» для того, чтобы сообщить устройству типа «talker» о том, что они не готовы к приёму данных. В этом случае устройство типа «talker» прекращает обмен информацией до того момента, когда все устройства типа «listener» будут готовы к продолжению диалога. Шина реализована по принципу «монтажное ИЛИ», что позволяет каждому взятому в отдельности устройству типа «listener» приостановить всю шину. |
| 8          | Not data accepted.       | NDAC                 | Линия «данные приняты»                      | ДП                    | Используется устройствами типа «listener» и сообщает устройству типа «talker», что данные приняты всеми адресатами. Когда этот сигнал не активен, «talker» может быть уверен, что все клиенты успешно прочли данные с шины и можно приступать к передаче следующего байта данных. |
| 9          | Interface clear.         | IFC                  | Линия «очистить интерфейс»                  | ОИ                    | Сигнал используется для инициализации или реинициализации шины и приведения интерфейса в исходное состояние. |
| 10         | Service request.         | SRQ                  | Линия «запрос на обслуживания»              | ЗО                    | Сигнал доступен любому клиенту шины. Вырабатывается прибором при необходимости передать контроллеру информацию об изменениях в работе (состоянии) прибора и необходимости передать эти данные контроллеру для принятия решения об изменениях в функционировании системы в целом. По этому сигналу контроллер переводит, по возможности, подавшее его устройство в состояние «talker» и передаёт ему функции передачи данных.                     |
| 11         | Attention.               | ATN                  | Линия «управление»                          | УП                    | Контроллер шины использует линию для сообщения клиентам о том, что по шине идут команды, а не данные. |
| 12         | Shield                   | SHIELD               | Экран                                       | СП УП                 | Провод от контакта 12 скручивается с проводом от контакта 11 |
| 13         | Data input/output bit.   | DIO5                 | Линия данных 4                              | ЛД4                   | Провод в КОП системы интерфейса, применяемый для передачи информации между соединёнными устройствами. |
| 14         | Data input/output bit.   | DIO6                 | Линия данных 5                              | ЛД5                   | Провод в КОП системы интерфейса, применяемый для передачи информации между соединёнными устройствами. |
| 15         | Data input/output bit.   | DIO7                 | Линия данных 6                              | ЛД6                   | Провод в КОП системы интерфейса, применяемый для передачи информации между соединёнными устройствами. |
| 16         | Data input/output bit.   | DIO8                 | Линия данных 7                              | ЛД7                   | Провод в КОП системы интерфейса, применяемый для передачи информации между соединёнными устройствами. |
| 17         | Remote enable.           | REN                  | Линия «дистанционное управление»            | ДУ                    | Переводит устройство, подключённое к шине, в режим исполнения команд с шины (а не с контрольной панели) и обратно. Вырабатывается контроллером для активизации работы подключённых к шине приборов по командам, поступающим от контроллера. |
| 18         | (wire twisted with DAV)  | GND                  | Скрученная пара провода сигнальной линии СД | СП СД                 | Один из проводов «логической земли», скрученный с сигнальной линией, для минимизации взаимных помех между сигнальными линиями, восприимчивости сигнальных линий к внешним шумам и передачи интерфейсных сигналов во внешнюю среду. |
| 19         | (wire twisted with NRFD) | GND                  | Скрученная пара провода сигнальной линии ГП | СП ГП                 | Аналогично |
| 20         | (wire twisted with NDAC) | GND                  | Скрученная пара провода сигнальной линии ДП | СП ДП                 | Аналогично |
| 21         | (wire twisted with IFC)  | GND                  | Скрученная пара провода сигнальной линии ОИ | СП ОИ                 | Аналогично |
| 22         | (wire twisted with SRQ)  | GND                  | Скрученная пара провода сигнальной линии ЗО | СП ЗО                 | Аналогично |
| 23         | (wire twisted with ATN)  | GND                  | Скрученная пара провода сигнальной линии УП | СП УП                 | Аналогично |
| 24         | Logic ground             |                      |                                             |                       | «Логическая земля» |

### IEEE 488
IEEE 488 определяет для подключения 24-контактный микроразъём ленточного типа Amphenol. Микроразъём ленточного типа имеет D-образный металлический кожух, который крупнее, чем D-subminiature разъём. Иногда разъём ошибочно называют «разъём Centronics», поскольку 36-контактный разъём такого же типа применялся производителями принтеров для соответствующих подключений принтеров.
Необычная особенность разъёма IEEE 488 состоит в том, что обычно используют «двуглавый» дизайн, с вилкой на одной стороне и гнездом на другой стороне разъёма (на обоих концах кабеля). Это позволяет осуществить подключение соединителей для простого цепочечного подключения. Механические особенности разъёма ограничивают число расположенных в стеке соединителей четырьмя или меньшим количеством.
Они держатся на месте винтами с резьбой UTS (сейчас в значительной степени устаревший) либо метрическими винтами M3,5×0,6. По общепринятому соглашению метрические винты окрашены в чёрный цвет, так что два соединителя разного типа не пересекаются.

### IEC 60625
Стандарт IEC 60625 предписывает использовать 25-контактные разъёмы D-sub, такие же, как использует IBM PC-совместимый компьютер для параллельного порта. Этот соединитель, по сравнению с 24-контактным типом разъёма, не приобрёл существенного признания на рынке.

## История
В конце 1960-х годов компания Hewlett-Packard выпускала различные измерительные инструменты и тестирующее оборудование, такие как цифровые мультиметры и логические анализаторы сигналов. Для установления связи между собой и компьютером они использовали шину, названную HP-IB (Hewlett-Packard Interface Bus с англ. — «интерфейсная шина Hewlett-Packard»).
Шина была относительно простой, основывалась на существующих в то время технологиях, используя простые параллельные электрические шины и несколько индивидуальных линий для управления. Например, HP 59501 Power Supply Programmer и HP 59306A Relay Actuator были относительно простыми периферийными устройствами использующими HP-IB, реализовывались только на ТТЛ-логике без использования микропроцессоров.
Другие производители фактически скопировали HP-IB, назвав свои разработки GPIB (General Purpose Interface Bus с англ. — «интерфейсная шина общего назначения»), де-факто создав индустриальный стандарт для управления автоматизированными измерениями. С ростом популярности GPIB происходила и его стандартизация международными организациями по стандартизации.

## Стандарты

### IEEE
В 1975 году IEEE стандартизовал шину как IEEE 488 «Standard Digital Interface for Programmable Instrumentation» (ныне IEEE 488.1). Данный стандарт формализовал механические, электрические и основные параметры протокола универсальной интерфейсной шины GPIB, но не определял форматы команд и данных.
В 1987 году IEEE представил IEEE 488.2 «Standard Codes, Formats, Protocols, and Common Commands», переопределяющий предыдущую спецификацию как IEEE 488.1. IEEE 488.2 определил основные соглашения по синтаксису и форматам, а также не зависящие от устройства команды, структуры данных, протоколы контроля и обработки ошибок и т. п. IEEE 488.2 основан на IEEE 488.1, но не заменяет его; таким образом, оборудование может соответствовать 488.1, не реализуя 488.2. Новый стандарт содержал две части: IEEE 488.1, описывающую аппаратную часть и низкоуровневое взаимодействие с шиной, и IEEE 488.2, определяющую порядок передачи команд по шине. Стандарт IEEE 488.2 был пересмотрен в 1992 году. На этапе принятия первой версии стандарта ещё не существовало стандарта для команд, специфических для инструмента. Команды управления инструментом одного и того же класса (например, мультиметрами) сильно разнились между изготовителями и даже моделями.
В 1990 году был представлен стандарт SCPI (Standard Commands for Programmable Instruments с англ. — «стандартные команды программируемого инструмента»). В SCPI определены универсальные команды, а также классы инструмента и специфичные команды, соответствующие каждому из них. SCPI требует придерживаться синтаксиса, определённого в IEEE 488.2, но, тем не менее, допускает использование другой (не соответствующей IEEE 488.1) физической среды передачи.

### IEC
IEC параллельно с IEEE разработала свой собственный стандарт — IEC 60625, также состоящий из двух частей (IEC 60625-1 и IEC 60625-2).
В 2004 году IEEE и IEC скомбинировали свои соответствующие стандарты в «двойной протокол» IEEE/IEC — стандарт IEC 60488, первая часть которого (IEC 60488-1) заменила собой IEEE 488.1 и IEC 60625-1, а вторая (IEC 60488-2) — IEEE 488.2 и IEC 60625-2.

### ГОСТ
Общее число адресов приёмников и источников информации в системе не должно превышать 961 при двухбайтной организации.
Приложение № 8 фактически декларирует отсутствие в стандарте средств обнаружения ошибок:

Необходимость в средствах обнаружения ошибок в устройствах широко варьируется в зависимости от шумной среды, важности данных, проходящих через интерфейс, типа функций устройства, активных в источнике и приёмнике данных, и от общего применения системы, в которой используется устройство.
Специализированные и конкретные средства для обнаружения ошибок не включены в данный стандарт. Соответствующий метод обнаружения ошибок зависит от конкретного применения устройств или системы и поэтому в настоящем стандарте не устанавливается.
Некоторые общие положения, приведённые ниже, служат для иллюстрации преимуществ обычных средств обнаружения ошибок.
Контрольный разряд чётности на ЛД7 для обнаружения ошибок, содержащихся на ЛД0—ЛД6 7-битного кода, обеспечивает минимальные средства для обнаружения ошибок и требует минимальной аппаратной части. Проверка на чётность позволяет обнаружить одиночную ошибку в пределах группировки битов любого байта. Несколько битов с ошибкой в пределах одного байта могут быть не обнаружены.
Продольный контрольный разряд чётности на каждой линии ЛД в конце строки или блока данных может быть использован таким же образом, что и контрольный разряд чётности (для той же цели и тех же результатов).
Циклический контроль c помощью избыточных кодов является более сложным и значительно повышает стоимость контроля по сравнению с вышеуказанными способами. Различные коды циклического контроля могут применяться для обнаружения ошибок различного типа. Специальные ходы циклического контроля настоящим стандартом не рассматриваются.

### HS-488 от National Instruments
Компания National Instruments представила обратно совместимое расширение для IEEE 488.1, изначально названное «высокоскоростной протокол GPIB» (HS-488). Используя стандартные кабели и аппаратную базу, HS-488 улучшает производительность шины путём устранения задержек, связанных с необходимостью дожидаться подтверждения в трехсигнальной схеме IEEE 488.1 (DAV/NRFD/NDAC), где максимальная пропускная способность не превышает 1,5 МБ/с. Таким образом удалось увеличить скорость передачи данных до 8 МБ/с, хотя скорость уменьшалась, когда к шине подключалось большее количество устройств. Это расширение было отражено в редакции стандарта 2003 года (IEEE 488.1—2003).

## Использование

### В оборудовании для автоматических измерений
Продукты, выпускаемые National Instruments, ориентированы на автоматизацию лабораторных рабочих мест. Это такие классы измерительных приборов, как анализаторы-тестеры, системы калибровки, осциллографы и источники питания, базирующиеся на шине GPIB. Модульные решения (VXI) превалируют для многоцелевых систем, и самыми популярными приборами здесь являются всевозможные типы переключателей-мультиплексоров. Мультиметры в равной мере представлены в обоих случаях.
Сложные измерительные системы выпускаются фирмами HP, Wavetek, B&K Precision (Cobra Electronics), Kinetic Systems, Inc. В 1993 году более половины интерфейсов GPIB приходилось на рабочие станции Sun, SGI, IBM RISC System/6000 и HP. В них используется программные средства уровня специальных языков типа ATLAS (англ. Abbreviated Test Language for All Systems) и языков общего назначения типа Ада.

### В качестве интерфейса в компьютере
Внимание разработчиков HP фокусировалось на оснащении интерфейсом цифровой измерительной аппаратуры, проектировщики особо не планировали делать IEEE 488 интерфейсом периферийных устройств для универсальных компьютеров. Но когда первым микрокомпьютерам HP потребовался интерфейс для периферии (жёстким дискам, стримеры, принтерам, плоттерам и т. д.), уже существующий HP-IB был легко приспособлен для достижения этой цели.
Компьютеры, производимые HP, использовали HP-IB, например, серии HP 9800, HP 2100 и HP 3000. Некоторые из инженерных калькуляторов, выпускаемых HP в 1980-е годы, такие как серии HP-41 и HP-71B, также имели возможность использования IEEE 488 через необязательный интерфейсный модуль HP-IL/HP-IB.
Другие изготовители также приняли универсальную интерфейсную шину для своих компьютеров, как, например, линейка Tektronix 405x.
Commodore PET использовал шину IEEE 488 с нестандартным соединителем платы для подключения своих внешних устройств. Commodore наследовал восьмибитные компьютеры, такие как VIC-20, C-64 и C-128, в которых применялся последовательный интерфейс, использующий круглый соединитель DIN, для которого они сохранили программирование интерфейса и терминологии IEEE 488.
Пока скорость шины IEEE 488 была увеличена для некоторых приложений до 10 МБ/с, отсутствие стандартов командного протокола ограничило сторонние предложения и функциональную совместимость. В конечном итоге, более быстрые и полные стандарты (например, SCSI) заменили IEEE 488 в периферийных устройствах.

## Достоинства
- Простой аппаратный интерфейс
- Позволяет подключать вперемешку высокоскоростные устройства с низкоскоростными
- Популярный, хорошо поддержан на рынке

## Недостатки
- Разъёмы и кабели механически громоздкие
- Ограничения на скорость и расширения спецификации
- Отсутствие стандартов командного протокола (перед SCPI)
- Реализации опций (например, конец обработки передачи) могут усложнить функциональную совместимость
- Нет обязательной гальванической изоляции между шиной и устройствами

### Комментарии
1. ↑  Нумерация контактов по ГОСТу отличается от приведённой в стандартах IEEE/IEC.